# Лашкова, Вера Иосифовна
Ве́ра Ио́сифовна Лашко́ва (род. 18 июня 1944, Москва) — участник диссидентского движения в СССР.
В середине 1960-х гг. училась на режиссёрском факультете Московского института культуры (вечернее отделение) и работала машинисткой, будучи официально трудоустроенной в МГУ в качестве лаборантки. Была дружна с участниками литературной группы СМОГ, неформальным образом собиравшимися в 1965—1966 годах у неё в комнате.
В 1966 г. занималась перепечаткой самиздатских сборников «Белая книга» (материалы дела Синявского и Даниэля, собранные Александром Гинзбургом) и «Феникс-66» (составитель Юрий Галансков). В связи с этим была арестована, провела год в предварительном заключении и в январе 1968 года на политическом «процессе четырёх» осуждена Мосгорсудом к одному году тюрьмы (после чего вскоре освобождена с зачётом уже проведённого в СИЗО времени). Ее адвокатом на процессе был Семён Ария.
После освобождения в 1968—1972 гг. регулярно перепечатывала «Хронику текущих событий» (начиная со второго выпуска), затем — составлявшийся Зоей Крахмальниковой христианский альманах «Надежда» и другие материалы самиздата. Составительница (вместе с И. С. Гинзбург) самиздатовского сборника «Калуга, июль 1978» о процессе над А. И. Гинзбургом. В 1983 г. была выслана из Москвы, суд лишил её права на жилплощадь за «непроживание». Жила в Твери. Работала водителем тяжёлого грузовика.
Участница Фонда помощи политзаключённым (1974—1982), другой диссидентской деятельности. В воспоминаниях А. Д. Сахарова упоминается, в частности, что Лашкова была свидетельницей защиты на судебном процессе А. Э. Краснова-Левитина и перед чтением приговора бросила ему букет цветов. 
Была дружна с Надеждой Мандельштам, дежурила у её постели во время её последней болезни.
С 1990 г. вновь живёт в Москве, пенсионерка. В 2019 году снялась в фильме Андрея Смирнова «Француз» в роли Анны Фёдоровны, завхоза дома культуры (в фильме неоднократно упоминаются Александр Гинзбург и его журнал).